# Sertula dentata
Sertula dentata là một loài thực vật có hoa trong họ Đậu. Loài này được (Waldst. & Kit.) Kuntze miêu tả khoa học đầu tiên năm 1891.